# Okharpauwa
Okharpauwa – gaun wikas samiti w środkowej części Nepalu w strefie Bagmati w dystrykcie Nuwakot. Według nepalskiego spisu powszechnego z 2001 roku liczył on 1274 gospodarstw domowych i 7277 mieszkańców (3577 kobiet i 3700 mężczyzn).